# Shareaza
A Shareaza egy Windows-alapú (multi) peer-to-peer kliens, amely támogatja a Gnutella, Gnutella2, eDonkey2000 és a BitTorrent hálózati protokollokat.
A program Michael Stokes fejlesztése. 2002 vége felé a Shareaza alapítói bevezették a Gnutella2-t, egy átdolgozott verzióját a Gnutellának, mely sok alapvető korszerűsítést tartalmazott, hogy protokoll lehessen és – természetesen – hozzáadták a Shareaza által támogatott protokollokhoz. Ezt sokat bírálták más Gnutella-fejlesztők, mivel az új rendszer fejlesztése során kihagytak mindenféle segítséget vagy egyeztetést. Az ellenzők közül sokan kerülik a Gnutella2 név használatát, és csak Mike protokolljának (Mike's Protocol, „MP”) hívják.
Mégis a hálózat mindeddig jól működik annak ellenére, hogy egy ember munkája, és ma már az MLDonkey, az Adagio, a Gnucleus és a Morpheus kliensek is támogatják.
2004. június 1-jén a Shareaza 2.0 kiadásakor vele párhuzamosan megnyitották a forráskódját is, GNU GPL licence alatt, ezáltal szabad szoftverré téve azt.
2004. szeptember 19-én jelent meg a számos hibajavítást tartalmazó 2.1-es verzió, amely támogatta a Windows XP második javítócsomagját (SP2).
2005. szeptember 10-én jelent meg a továbbfejlesztett 2.2-es verzió.
A Shareazát 18 nyelvre fordították le, köztük magyarra is.

## Külső hivatkozások
- A Shareaza hivatalos honlapja
- A Shareaza magyar, ismertető (hobbi)honlapja
- A Gnutella2 hivatalos honlapja Archiválva 2005. május 29-i dátummal a Wayback Machine-ben
- A Gnutella Protokoll fejlesztési oldal
- A Gnucleus honlapja